# Cyrtonota ricardoi
Cyrtonota ricardoi là một loài bọ cánh cứng trong họ Chrysomelidae. Loài này được Buzzi miêu tả khoa học năm 1998.